# NGC 503
NGC 503 este o galaxie lenticulară, posibil eliptică, situată în constelația Peștii. A fost descoperită în 13 august 1863 de către Heinrich Louis d'Arrest.